# Lawrence Sanders
Lawrence Sanders (15 de marzo de 1920, Nueva York - 7 de febrero de 1998, Florida) fue un novelista de misterio estadounidense, autor de la serie El Pecado Mortal.

## Vida
Lawrence Sanders nació en Brooklyn el 15 de marzo de 1920. Después de la escuela pública se fue al Wabash College, donde obtuvo una Licenciatura en Artes. Regresó a Nueva York y comenzó a trabajar en Macy's Department Store. En 1943 ingresó en el Cuerpo de Marines de los Estados Unidos y fue dado de alta en 1946. Sanders fue un editor y escritor de revistas y más tarde se dedicó tiempo completo a ser un completo escritor de ficción. Sanders escribió su primera novela, The Anderson Tapes en 1970 a los 50 años el cual trata sobre un grupo de delincuentes que quieren robar un edificio de apartamentos de lujo. En 1971, Sanders recibió el Premio Edgar de los Mystery Writers of America (Escritores de Misterio de América) de Best First Novel by An American Author (Mejor Primera Novela por Un Escritor Americano)
Finalmente, después de publicar 37 novelas y la saga El Pecado Mortal, murió el 7 de febrero de 1998 a los 77 años. Un año después de su muerte, se empezaron a publicar póstumamante 6 libros hasta el año 2004 escritos con Vincent Lardo.

### Novelas
- El pecado mortal:
  - The Anderson Tapes (1970
  - El primer pecado mortal (The First Deadly Sin, 1973)
  - El segundo pecado mortal (The Second Deadly Sin, 1977)
  - El tercer pecado mortal (The Third Deadly Sin, 1981)
  - El cuarto pecado mortal (The Fourth Deadly Sin, 1985)
- El mandamiento:
  - El sexto mandamiento (The Sixth Commandment, 1979)
  - El décimo mandamiento (The Tenth Commandment, 1980)
  - El octavo mandamiento (The Eighth Commandment, 1986)
  - El séptimo mandamiento (The Seventh Commandment, 1991)
- Serie McNally:
  - El secreto de McNally (McNally's Secret, 1992)
  - La suerte de McNally (McNally's Luck, 1992)
  - El riesgo de McNally (McNally's Risk, 1993)
  - McNally's Caper (1994)
  - El juicio de McNally (McNally's Trial, 1995)
  - El rompecabezas de McNally (McNally's Puzzle, 1996)
  - El juego de McNally (McNally's Gamble, 1997)

### Libros escritos con Vicent Lardo
- Serie McNally:
  - El dilema de McNally (McNally's Dilemma, 1999)
  - La locura de McNally (McNally's Folly, 2000)
  - La oportunidad de McNally (McNally's Chance, 2001)
  - La coartada de McNally (McNally's Alibi, 2002)
  - El atrevimiento de McNally (McNally's Dare, 2003)
  - El farol de McNally (McNally's Bluff, 2004)